# 一壺斎牽信
一壺斎 牽信（いっこさい けんしん、生没年不詳）とは、江戸時代の浮世絵師。

## 来歴
師系・経歴不明。作画期は文化頃とされ、『浮世絵師伝』によれば作に肉筆画「娘と子供の図」があり、画風は喜多川歌麿の晩年風だという。